# Glockengießerei Rudolf Perner
Die Glockengießerei Rudolf Perner ist eine deutsche Glockengießerei in Passau. Ihre Produkte sind weltweit verbreitet. Im Jahre 2009 goss sie die über zehn Tonnen schwere Christus-Salvator-Glocke für die Klosterkirche Heilig Kreuz und Mariä Himmelfahrt in Scheyern. Ende 2013 wurde der Gussbetrieb zunächst eingestellt und nach betrieblichen Umstrukturierungen 2016 wieder aufgenommen.

## Geschichte

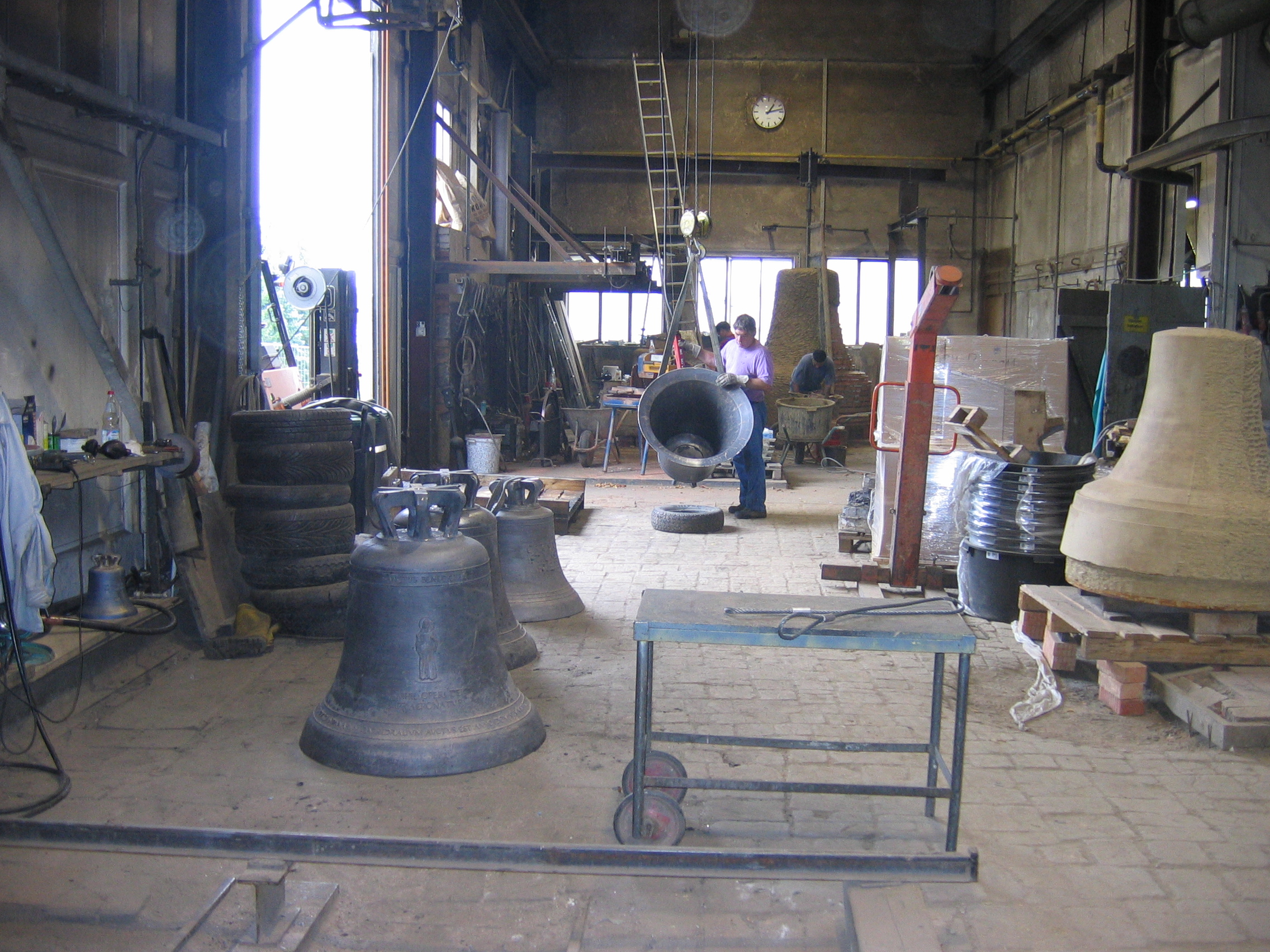
Einblick in die Gießerei

### Pilsner- und Budweiser-Linie
Die Gießerfamilie stammt wahrscheinlich aus Brixen. Seit mindestens 1701 wurden von Jan (Johann) Perner in Pilsen Glocken gegossen. In dieser Stadt gibt es heute noch den Glockenhof (Zvony dvor). Die ersten nachweislich dokumentierten Glocken aus Pilsen befanden sich in Ledce, Diözese Pilsen. Sie wurden im Zuge der Glockenrequirierung im Ersten Weltkrieg zerstört. Die Glocken der Pilsener Glockengießer wurden von der Universität Prag (Tomas Chvatal) katalogisiert und fotografisch dokumentiert.
Die Gießerei in Budweis wurde 1760 von Johann Josef Perner gegründet, einem Nachkommen der in Pilsen ansässigen Glockengießerfamilie Perner. 1718 goss der Pilsener Gießer die älteste noch erhaltene Perner-Glocke für Basilika zu Waldsassen. Sein Bruder Matthias zog nach Eichstätt, um in der dortigen Kanonen- und Stückgießerei tätig zu werden und heiratete dort 1729 die Glockengießerwitwe Stapf. Die Pilsener Linie starb 1904 mit Robert Perner aus. Die Budweiser Linie wurde von Rudolf II. Perner fortgeführt. Er übernahm 1928 den Budweiser Betrieb von seinem Vater Rudolf I.

### Umzug nach Passau
Rudolf II. Perner verlegte den Betrieb 1947 nach Passau. Er entwickelte die Perner Dur-Rippe (Glocken mit großer Terz im Teiltonaufbau).
1956 wurde das Bundespatent auf die Läutemaschine System P-F (Perner Feichtinger) erteilt.
1968 wurde der Betrieb von Rudolf III. übernommen. Dieser starb aber bereits 1973 im Alter von 43 Jahren. Rudolf II. Perner übernahm daher nochmals seinen früheren Betrieb und führte ihn bis zu seinem Tod 1982. In der Zwischenzeit wurde der Betrieb von den Familienmitgliedern geführt. Durch die Vererbung wurde das Unternehmen in die Rudolf Perner GmbH & Co KG und die Glockengießerei Perner GmbH aufgeteilt.
1985 wurde das Europapatent auf die erste elektronisch geregelte Läutemaschine erteilt.

## Seit 1987
1987 übernahm Rudolf Perner jun. das Unternehmen noch während der Ausbildung als Gesellschafter. Nach Studium an der Universität Passau und Ausbildung zum Glockengießer übernahm er die Geschäftsführung 1993 und legte 2001 die Meisterprüfung im Glockengießerhandwerk ab.
1998 wurde die Karlsruher Glockengießerei von der Carl Metz GmbH übernommen. Der 1904 in Karlsruhe gegründete Betrieb wurde 2002 dann in den Standort Passau integriert.
2003 wurde die alte Glockenrippe des Glockengießers Matthias Perner rekonstruiert. Mit dieser Rippe wurden Glocken für den Eichstätter Dom (historisches Geläute) und später für die Karlskirche in Wien gegossen.
Im Jahr 2005 war das Unternehmen auf der Internationalen Handwerksmesse vertreten. Das neue Geläut für St. Magdalena in Linz diente samt Läutemaschinen und Glockenstuhl als Ausstellungsobjekt.
2013 wurden die Markennamen Perner und Schilling als Marke eingetragen.
Zwischen 2013 und 2017 ruhte der Gussbetrieb fast vollständig, das Unternehmen wurde umstrukturiert und von „Rudolf Perner GmbH & Co.KG“ in „Glockengießerei Perner GmbH“ umfirmiert. In dieser Zeit wurden bestehende Glockenanlagen nur instand gesetzt. Einzige Ausnahme sind die Glocken der Pfarrkirche Mariä Himmelfahrt in Aldersbach. Seit 2017 werden wieder regelmäßig Glocken gegossen.
Die Glockengießerei Perner GmbH betreut heute vor allem Glocken in Mittel- und Süddeutschland sowie Österreich.

## Einzelne Produkte
Vorhandene Glocken stehen in eckigen Klammern:

### Bis 1947 (In Pilsen und Budweis)
- Waldsassen, Basilika Ss. Johannes und Maria: 1 Glocke (es1), 1.900 kg; 1718 von Johann Josef Perner

### 1947–2015 (in Passau)
- Amberg, Kirche zur heiligen Dreifaltigkeit: 4 Glocken (d1–fis1–a1–h1); 1978, Ergänzung zu einer historischen (d2) von 1748, d1 in Durrippe gegossen
- Berlin-Lankwitz, Mater Dolorosa: 3 Glocken (e1–g1–a1); 1963[6]
- Berlin-Tiergarten, Matthäuskirche: 3 Glocken (e1–g1–a1); 1988
- Budapest, Sz. Istvan Bazilika, f0, 1990, 9250kg, 245cm, und des1 (Dur) f1 as1 b1 1993
- Budapest, Matyas Templom 2010, neues Geläute, as0-(b0-alte Glocke von Ferenc Walser, 1896)-des1-es1-(fis1-von 1723)-as2, mit zwei Holzglockenstühlen und Gegenpendelanlage
- Burg auf Fehmarn, St. Vicelin: 4 Glocken (b1-des2-es2-f2); 1965
- Eberswalde, Maria-Magdalenen-Kirche, 2 Glocken: Barbara, cis1, 2.000 kg und Missale, e1, 1.200 kg; gegossen in Karlsruhe 2002
- Eichstätt, Dom St. Willibald, 1 Glocke a1, 770 kg in schwerer Schillingrippe; 2003
- Grundhof, Marienkirche: 3 Glocken (e1–fis1–a1); 2009 (nördlichstes Geläut von Perner)
- Hamburg-Wandsbek, St. Joseph: 3 Glocken (h2–cis3–e3); 2007
- München, Liebfrauendom: 3 Glocken, Cantabona, Speciosa und Michael ([a0–c1–d1–es1–e1–]g1[–a1]–h1–c2[–es2]); 2003
- München, Heilig-Geist-Kirche. 1 Glocke, c2, 300 kg; Brezenreiterglocke. 27. Mai 2012. Gegossen in Passau.
- München, Offenbarungskirche: 1 Glocke, cis2 2018 (als Ersatz zur gesprungenen cis2 von Karl Czudnochowsky 1950) zu drei Glocken (gis1, h1, dis2 1962 Gebr. Bachert);
- Neunburg vorm Wald, Versöhnungskirche: cis2, 230 kg, 745mm Durchmesser, e2, 135 kg, 619mm Durchmesser, fis2, 93 kg, 552mm Durchmesser. Hörbeispiel; 1968
- Niederalteich, Klosterkirche St. Mauritius: Mauritiusglocke (as0[–c1–es1–f1–as1]), 4.820 kg, Ø 2.000 mm; 2003
- Passau, Dom: Pummerin (fis0), 1951 und Misericordia (g0); 1999
- Regensburg, Dom St. Peter: 5 Glocken ([g0]–a0–[h0]–d1–e1–[e1]–g1–d2); 1961, 1965 und 2000
- Rohr, Klosterkirche Mariä Himmelfahrt: 4 Glocken (h0–dis1–[fis1]–gis1–h1–[cis2]); 1974 und 1975[7]
- Scheyern, Klosterkirche Hl. Kreuz: 11 Glocken, darunter die Christus-Salvator-Glocke (e0–gis0–h0–cis1–[fis1]–gis1–[ais1]–h1–cis2–e2–fis2–[gis2]–a2–h2); 2009
- Ulm, St. Michael zu den Wengen: 5 Glocken (h0, cis1, dis1, fis1, gis1); 1962
- Vilsbiburg, Wallfahrtskirche Maria Hilf: 5 Glocken (as0-c1-es1-f1-g1), darunter die as0-Glocke als eine der größten Durglocken Deutschlands; 1953 und 1959
- Würzburg, Dom St. Kilian, Zimbelgeläute in überschwerer Schillingrippe 8 Glocken; 2008
- Würzburg, Marienkapelle: 6 Glocken (fis1–gis1–ais1–h1–cis2–dis2); 2013

### Seit 2017
Auswahl, vollständige Referenz auf der Webseite
- Hongkong Methodist International Church, Glockenspiel mit 24 Glocken, 2017
- mobiles Carillon aus 49 Glocken b1 c1 chromatisch bis d6
- Liběšice u Žatce (Liebeschitz bei Saaz), Glocke „Maria“ (a1) für die Wallfahrtskirche St. Martin; 2017
- „Papstglocke“, Geschenk an Papst Franziskus, 2019 (für das Kloster San Benedetto in Norcia)
- Partenkirchen, Kirche Maria Himmelfahrt, 2020
- Regensburg, St. Konrad, 2021 (e1–g1–h1–d2)
- Davos, Marienkirche, 2021
- Győr, Dom, 2022 (as0-c1–[es1]–f1-g1–b1–c2)